# Anders Hulting
Anders Andersson Hulting, född 17 maj 1798 i Karlskoga, död 8 juni 1849 i Stockholm, var en svensk instrumentmakare i Stockholm verksam 1827-1849.

## Biografi
Hulting föddes 17 maj 1798 på Kringelhult i Karlskoga. Han var son till snickaren Anders Olsson (1749-1818) och Maria Olsdotter. Hulting flyttade 1817 till Östra Berg. 1818 flyttade han till Stockholm. Han var mellan 1823 och 1825 gesäll hos instrumentmakaren Wilhelm Bothe.
Hulting gifte sig 21 november 1825 i Nikolai församling, Stockholm med Anna Christina Peterson (1798-1826). De fick tillsammans dotter Josephina (född 1826, gift Wolff, och mormor till författaren och predikanten Sven Lidman). Han gifte sig andra gången 6 februari 1834 i Maria Magdalena församling med Carolina Margareta Cold.
1830 bodde han på kvarteret Överkikaren 14 i Maria Magdalena församling, Stockholm.

## Produktion
Lista över Hultings produktion.
| År   | Produkt/Arbete | Summa           |
| ---- | -------------- | --------------- |
| 1827 | Instrument     | 300 riksdaler.  |
| 1828 | Instrument     | 500 riksdaler.  |
| 1829 | Instrument     | 600 riksdaler.  |
| 1830 | Instrument     | 800 riksdaler.  |
| 1831 | Instrument     | 1200 riksdaler. |
| 1832 | Instrument     | 1200 riksdaler. |
| 1833 | Instrument     | 1200 riksdaler. |
| 1834 | Instrument     | 1400 riksdaler. |
| 1835 | Instrument     | 1800 riksdaler. |
| 1836 | Instrument     | 1800 riksdaler. |

## Medarbetare och gesäller
- 1834 - Anders Frykholm (född 1799). Han var gesäll hos Hulting.
- 1834 - Nils Bernhard Nyström (född 1808). Han var gesäll hos Hulting.